# Скалярии
Скалярии (лат. Pterophyllum) — род рыб семейства цихловых (Cichlidae). Являются одними из самых популярных и наиболее широко распространённых аквариумных рыб. Латинское название происходит от греч. πτερος — «крыло», и греч. φυλλον — «лист».

## Ареал в природе
Обитают скалярии в бассейнах рек Амазонки, Ориноко и Эссекибо, находящихся в Южной Америке. Предпочитают водоёмы и реки с медленным течением и густой растительностью.

## Виды
В состав рода входит три вида:
- Pterophyllum altum Pellegrin, 1903. Самый крупный вид рода.
- Pterophyllum leopoldi (J. P. Gosse, 1963)
- Pterophyllum scalare (Schultze, 1823)

## Описание
Тело округлое, сжатое с боков, дисковидной формы, больше в высоту, чем в длину. Брюшные плавники являются вытянутыми в нити, спинной и анальный плавники удлинённые, больших размеров. Хвостовой и грудные плавники заострены на конце. Благодаря удлинённым спинному и анальному плавникам тело приобретает форму, напоминающую полумесяц. Длина тела до 15 см, высота — до 25 см. Основная окраска тела сильно варьируется: различные оттенки от зеленовато-серого до оливкового цвета с серебристым отливом. Чешуя мелкая. Половые различия у скалярий выражены слабо. Самцы отличаются от самок более плотным телом и выпуклым лбом.

## Биология
Продолжительность жизни в аквариуме около 10 лет, известны случаи большей продолжительности жизни. Половая зрелость наступает примерно в десятимесячном возрасте. Рыбы образуют серийно моногамные пары. Самки откладывают 300—700 икринок на листья растений или укрытия. Время развития икры длится около 3 дней. Рыбы ухаживают за икрой, часто переносят свои икринки на другие участки, удаляют мёртвые икринки. Когда из икринок появляются мальки, родители на ночь могут прятать их в убежищах, в роли которых может использоваться место для икрометания. Личиночная стадия молоди скалярий длится 6—8 дней, после чего мальки способны свободно плавать.

## Содержание в неволе
Скалярии являются одними из самых популярных и наиболее широко распространённых аквариумных рыб.
Для содержания в неволе требуется достаточно высокий (не менее 50 см) аквариум с крупнолистными растениями. Скалярий обычно содержат группами. Рекомендуемые условия содержания: температурный режим +24—+28  °C, жёсткость воды 1—15°, pH 6—7,4. Кормят живым кормом.

### Разведение в неволе
По сообщению М. Н. Ильина, в Европу обыкновенные скалярии впервые завезены в 1909 году. Впервые успешно они начали размножаться в неволе в начале 1920-х годов, а в России — в 1928 году. В конце 1940-х годов их стали разводить в массовых количествах.

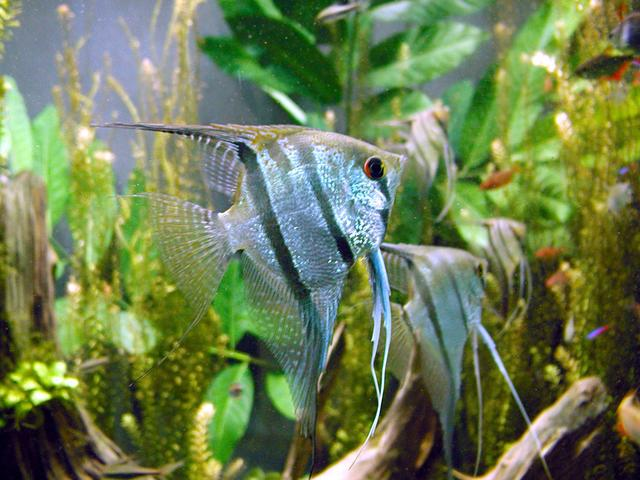
Скалярия
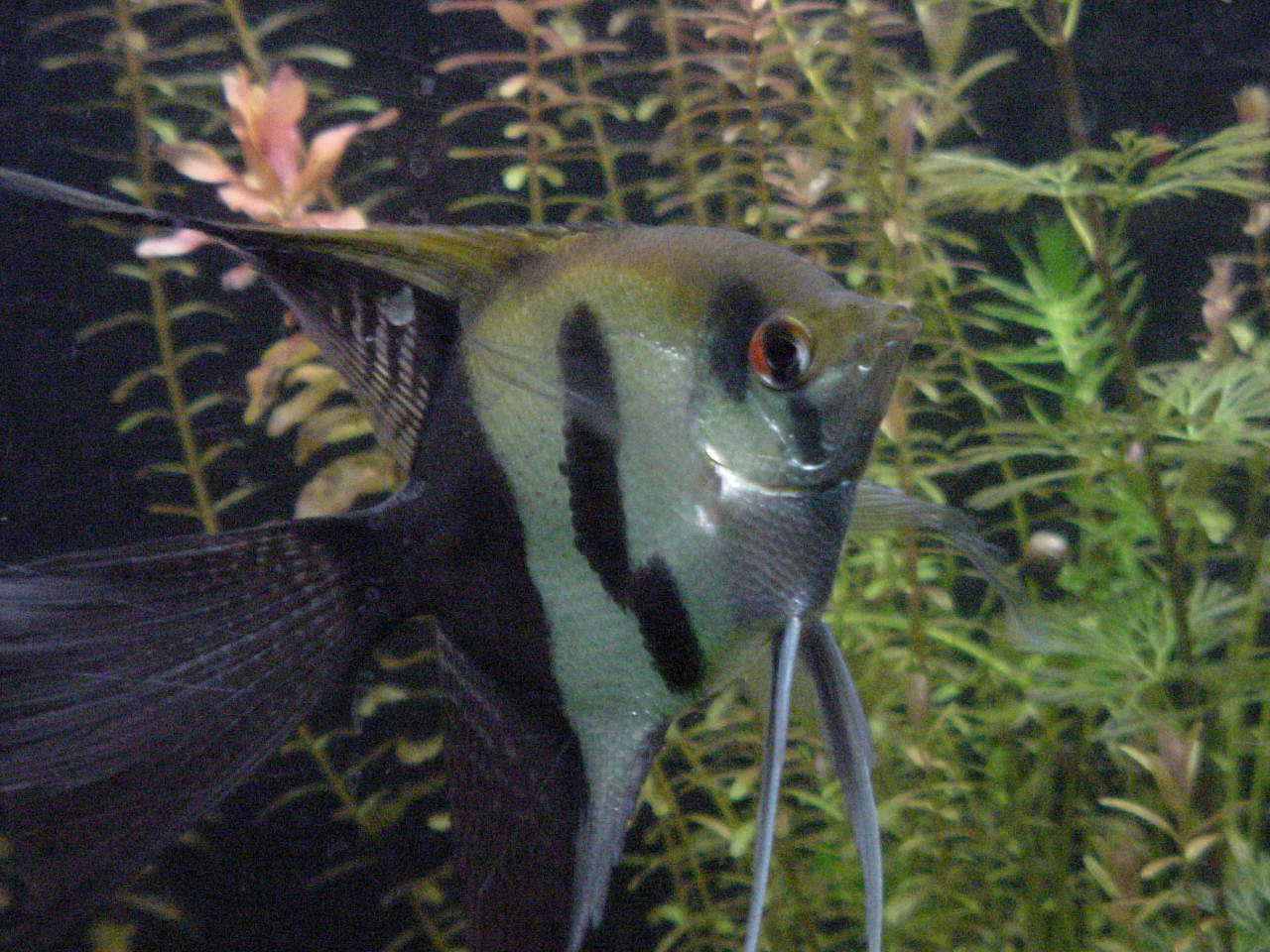
Дымчато-вуалевая скалярия
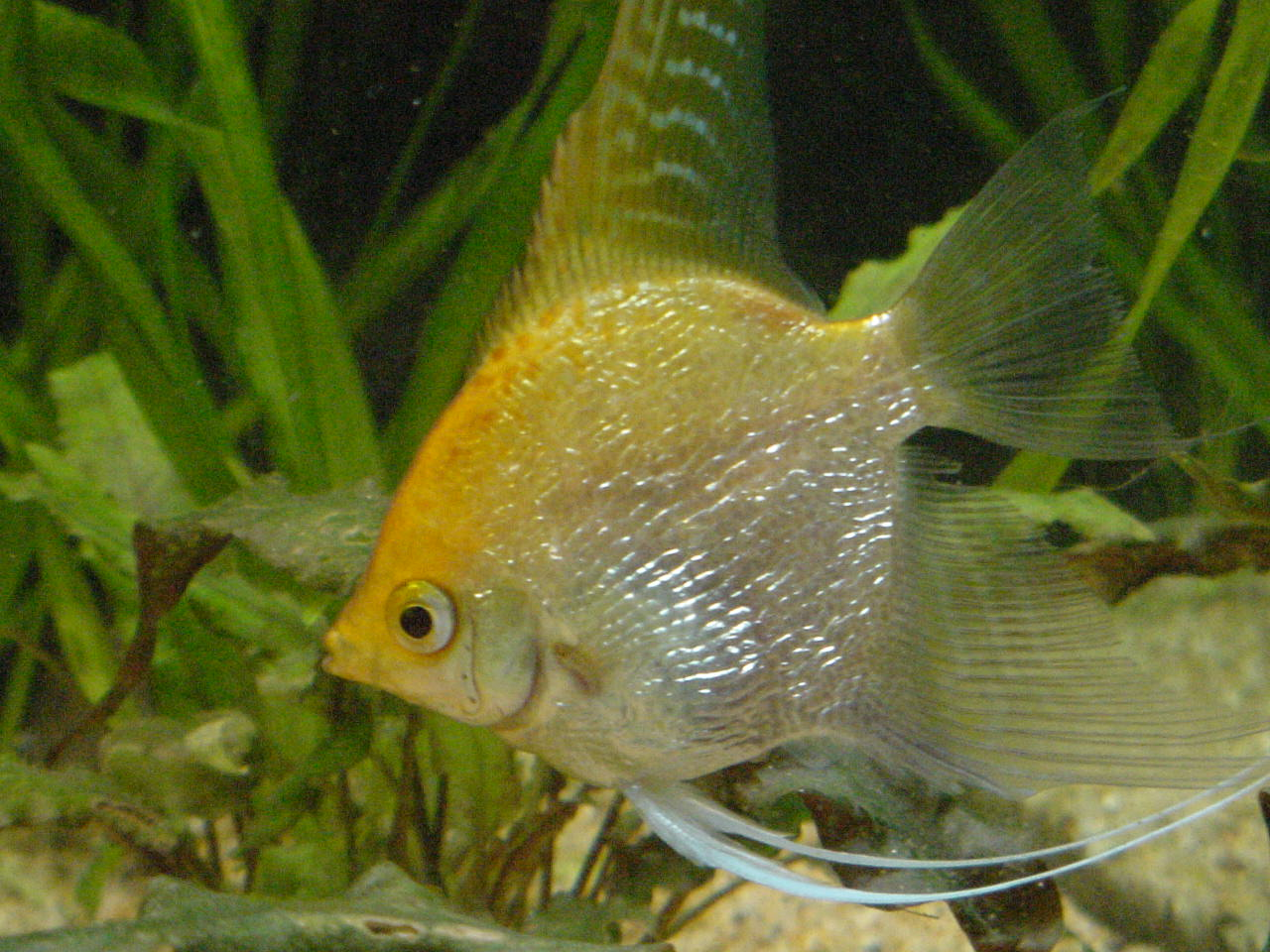
Золотисто-перламутровая скалярия
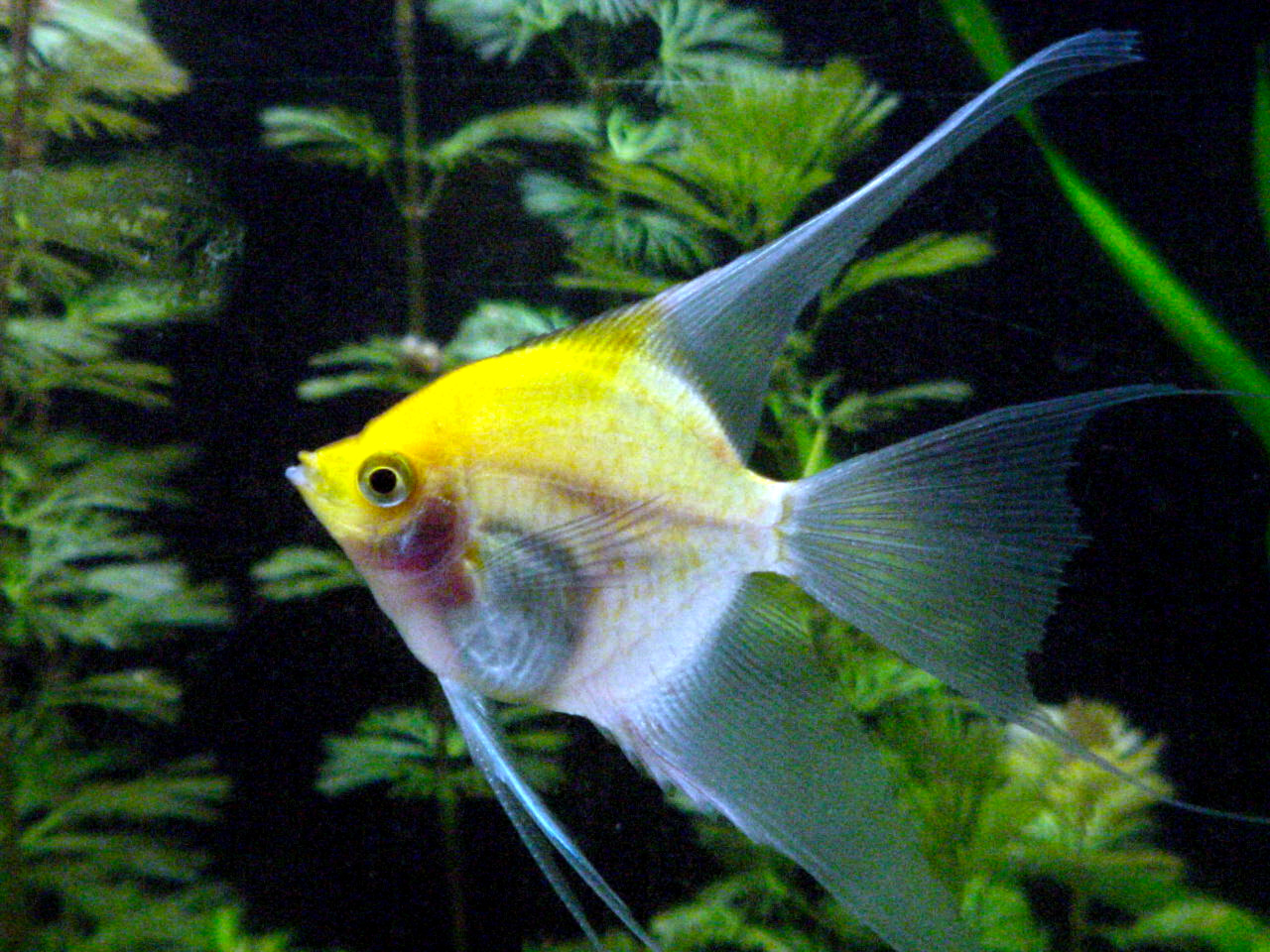
Золотая Скалярия